# 多田護
多田 護（ただ まもる、1941年2月23日 - 2017年6月13日）は、日本のアナウンサー。北海道出身（幕別町明野生まれ）。身長172cm、体重76kg。血液型O型。

## 来歴・人物
北海道帯広三条高等学校→明治大学政経学部卒業後、1965年4月にTBSへアナウンサー第10期生として入社。1966年1月にラジオ局放送部兼テレビ編成局アナウンス部兼報道局ニュース取材部、1967年11月にアナウンサー研修室付兼報道局ラジオニュース部へそれぞれ配属。
1968年6月に報道局運動部兼アナウンサー研修室付の配属となって以降は、主にスポーツアナウンサーとして中継・情報番組で活動した。主な中継担当競技は、野球・テニス・ゴルフ・フィギュアスケート・陸上競技。1983年の『'83 グンゼ・ワールドテニス』では、第9回アノンシスト賞テレビ番組部門最優秀賞を受賞した。
その間、1970年7月よりラジオ本部アナウンス室兼テレビ本部報道局運動部、1979年12月よりアナウンス室兼テレビ本部第二制作局スポーツ部、1991年5月よりアナウンサーセンター兼スポーツ局にそれぞれ在籍した。
1994年6月15日から1997年6月3日まではTBSアナウンスセンター長を務め、その後は社長室秘書部へ在籍し、2001年2月に定年退職。退職後は、フリーアナウンサーとなる。2005年頃よりクリエイティブ・メディア・エージェンシー（CMA。2010年より、キャスト・プラス）所属。また、TBSアナウンススクールの特別講師も務めた。
帯広三条高校常磐同窓会の関東地方の支部である「東京三条常磐会」の会長も務めたが、2017年6月13日午後2時に76歳で没した。

## 担当番組
※特記ない限り、TBSアナウンサー当時のもの。

### スポーツ中継（ラジオorテレビ）
- プロ野球中継
  - TBSエキサイトナイター（ラジオ）
  - テレビ中継
- テニス中継
  - ウィンブルドンテニス[4]
1975年、沢松和子女子ダブルス初優勝[4]、ビョルン・ボルグ（スウェーデン）大会5連覇等、日本向け初の衛星テレビ中継を担当（ - 1981年）
  - 全米オープンテニス[4]
  - グンゼ・ワールドテニス
- ゴルフ中継
  - 女子ゴルフ世界選手権
  - マツダジャパンクラシック（関東地方のコース開催時）
  - 伊藤園レディス
  - マスターズ・トーナメント[4]（テレビ。1975年から担当。フリー転身後も、BS-TBS・TBSチャンネルでの放送を担当）
  - 全英女子オープンゴルフ（岡本綾子の初優勝を実況[4]）
  - 国際招待ゴルフ・中日クラウンズ、ダンロップフェニックストーナメント等男子ゴルフトーナメントのホールリポーター
- 駅伝中継[3]
- フィギュアスケート中継
  - 1987年 - 1994年のフィギュアスケート世界選手権（1989年パリ大会で伊藤みどり初優勝[4]、1994年幕張大会で佐藤有香優勝の実況を担当）
- モータースポーツ中継[3]
  - 全日本F2選手権
  - 富士グランチャンピオンレース
  - 1987年ロードレース世界選手権日本グランプリ
- ソウルオリンピック中継[4]（テレビ。1988年。閉会式担当）[6]

### ラジオ
- 歌謡曲ゴールデンスタジアム（1978年）[5][6]
- 熱球 男の舞台[6]（『熱球・男の舞台』[10]。1982年10月9日 - 1983年4月2日、土曜19:00 - 19:55に放送[10]） ※野村克也と共演[10]。
- ハローナイト（1987年。スポーツキャスター）[5][6]
- ロンペーの夜に乾杯!（1989年。スポーツキャスター）[11]

### テレビ
- がんばれライオンズ（テレビ。1979年開始当時の担当の一人）[12]
- JNNスポーツデスク（テレビ。1980年）[5][6]
- JNNニュースコープ（テレビ。1986年。スポーツコーナーキャスター）[5][6]